# Мухаммад (емір Криту)
Мухаммад I аль-Заркун (араб. محمد بن شعيب الزرقون; д/н — бл. 910) — 4-й володар Критського емірату в 895—910 роках. У візантійських джерелах відомий як Зеркуніс.

## Життєпис
Син еміра Шу'яба I. Спадкував владу близько 895 року після смерті брата Умара II. Продовжив політику попередника стосовно постійних грабіжницьких нападів на візантійські землі. Для цього запросив до себе із Сирії відомого пірата Льва Триполітанського, що створив на Криті потужну базу. 904 року останній захопив важливе візантійське місто Фессалоніки. Захоплену здобич викупили критські араби. В свою чергу критський флот сплюндрував Аттику й ледве не захопив Афіни.
Втім у 906 році Лев зазнав поразки від друнгарія Гімерія. 907 року надав допомогу Льву Триполітанському у спробі прорватися до Константинополя, втім невдало. 909 року критський флот зазнав від Гімерія поразки також. Тому емір Мухаммад запросив на допомогу іншого пірата Даміана Тарсійського.
Помер Мухаммад I аль-Заркун у 910 році. Йому спадкував небіж Юсуф.